# Tropaeolum kuntzeanum
Tropaeolum kuntzeanum là một loài thực vật có hoa trong họ Tropaeolaceae. Loài này được Buchenau miêu tả khoa học đầu tiên năm 1895.